# Bernd Klaußner
Bernd Klaußner (* 11. Juli 1940 in Adorf/Erzgeb.; † 24. April 2025) war ein deutscher Wissenschaftler und Politiker (DDR-CDU, ab 1990 CDU). Er gehörte dem Sächsischen Landtag und dem Deutschen Bundestag an.

## Leben
Bernd Klaußner besuchte die Grundschule in Adorf und machte eine landwirtschaftliche Lehre. Danach erwarb er seine Hochschulreife an der Abendschule. Es folgte ein Studium an der LPG-Hochschule Meißen, das er im Jahr 1965 mit dem Staatsexamen zum Diplombetriebswirtschaftler abschloss. Klaußner war LPG-Vorsitzender in Adorf. In den Jahren 1968 und 1969 war er am Institut für Landwirtschaft tätig. Es folgte im Jahr 1969 eine Aspirantur an der Akademie für Staats- und Rechtswissenschaft der DDR (ASR) in Potsdam. Im Jahr 1973 promovierte er zum Dr. rer. pol. Bis 1975 war Klaußner wissenschaftlicher Oberassistent an der ASR und ab 1975 an der Technischen Hochschule Karl-Marx-Stadt. Von 1980 bis 1988 war er Beauftragter für EAW an der Sektion Wirtschaftswissenschaften.
Klaußner war evangelisch, verheiratet und hatte zwei Kinder.

## Politik
Bernd Klaußner wurde 1962 Mitglied der CDU der DDR. In den Jahren 1964 und 1965 war er Mitglied im Kreisvorstand der CDU Meißen und ab 1965 Mitglied im Kreisvorstand der CDU Karl-Marx-Stadt/Land. Zwischen 1973 und 1989 war Klaußner Mitglied der Arbeitsgemeinschaft „Kommunalpolitik“ beim Hauptvorstand der CDU. Von 1976 bis 1990 war er Abgeordneter im Bezirkstag Karl-Marx-Stadt und stellvertretender Vorsitzender der STK „Bauwesen“.
Im Oktober 1990 wurde Bernd Klaußner über den Wahlkreis 64 (Chemnitz, Land II – Stollberg II) für eine Wahlperiode bis 1994 in den Sächsischen Landtag gewählt. Dort war er unter anderem im Ausschuss für Wissenschaft und Hochschulen und im Petitionsausschuss tätig. Im Jahr 1994 wurde Bernd Klaußner über den Bundestagswahlkreis Chemnitz II – Chemnitz-Land für die 13. Wahlperiode in den Deutschen Bundestag gewählt. Dort war er ordentliches Mitglied im Ausschuss für wirtschaftliche Zusammenarbeit und Entwicklung und jeweils stellvertretendes Mitglied im Petitionsausschuss und im Finanzausschuss.

## Schriften
- Horst Tröger u. a.: Information und Entscheidung in örtlichen Staatsorganen. Berlin 1976
- Zur Ermittlung des Informationsbedarfes und zu Fragen der Informations-Bereitstellung für die Volksvertretung und ihren Rat. Potsdam 1973